# Marcelo Magal
Marcelo Candido de Lima Cortez (São Paulo, 26 de dezembro de 1978), mais conhecido como Marcelo Magal, é um músico, compositor e produtor musical brasileiro. Atualmente, é baixista da banda Biquini.

## Biografia
Aos onze anos de idade, Magal sabia que seu caminho estava seguindo em direção a música quando ouviu pela primeira vez o som da banda norte-americana, Guns N' Roses. E aos treze monta sua primeira banda.
Formado em publicidade e propaganda, iniciou sua carreira na música em 1995 como guitarrista, tocando com bandas de rock independentes em São Paulo. Em 2001 destacou-se com a banda Dick Vigarista.
Em 2002, juntou-se a banda Rodox, liderada por Rodolfo Abrantes (Ex-Raimundos) onde ficou até 2004, ano em que a banda encerrou as atividades.
Após o fim da banda Rodox, Magal foi convidado pra assumir a guitarra da banda O Surto e em 2007 lançaram o álbum "De onde foi que paramos mesmo?", onde também foi co-produtor. Em 2008, deixou a banda por discordância aos caminhos que a banda seguiria.
No mesmo ano (2008), foi convidado para a produção musical do segundo DVD da banda Biquini Cavadão, intitulado “80 vol.2 – Ao vivo no Circo Voador”, disco em homenagem ao rock nacional com versões de clássicos dos anos 80.
Neste mesmo ano, Magal é convidado a assumir o posto de baixista da banda e começa a escrever em definitivo a sua história junto ao Biquini.
Em 2010 produziu o single “Acordar pra sempre com você”, com participação do vocalista da banda Fresno, Lucas Silveira.
Em 2011, a convite da cantora americana Beth Hart, participou do seu show no maior festival de música da Dinamarca, o SmukFest. Em companhia de Bruno Gouveia e Carlos Coelho. Foi o primeiro show que ele fez fora do Brasil.
Em 2013, em parceria com guitarrista Carlos Coelho, produziu o décimo álbum da banda, intitulado “Roda Gigante”,. O resultado dessa produção foi a indicação ao Grammy Latino de 2013, com a música “Roda Gigante”, como melhor canção brasileira.
Essa mesma parceria segue firme na produção do DVD “Me leve sem destino”, em comemoração aos 30 anos do Biquini, lançado em 2015.
Nos anos seguintes gravou, como baixista, os discos “Ilustre Guerreiro”, uma homenagem à Herbert Vianna e “Através dos tempos”, produzido durante a pandemia, respectivamente lançados em 2019 e 2022.
Em 2023 lança o single “A Cera” da banda O Surto em versão acústica, que estava perdida nos arquivos da banda. 
Atualmente segue participando como músico convidado em gravações e em turnês da banda Biquini. 

## Discografia

### Biquini
- 2008: DVD "80 vol.2 - Ao vivo no Circo Voador”
- 2011: Lançamento do single "Acordar Pra Sempre Com Você", Feat Lucas Silveira
- 2013: Álbum "Roda Gigante"
- 2015: DVD "Me Leve Sem Destino"
- 2019: DVD "Ilustre Guerreiro"
- 2019: Lançamento do single "Quanto Tempo Demora Um Mês", Feat Matheus & Kauan
- 2022: Álbum "Através dos Tempos"
- 2023: Lançamento do Single "Vou Te Levar Comigo", Feat Fagner
- 2024: Lançamento do single "Tédio", Feat Alex Escobar

### O Surto
- 2006: Álbum "De onde foi que paramos mesmo?"

### Marcelo Magal
- 2023: Lançamento do single "A Cera Acústico"